# Уильям Стюарт из Монктона
Уильям Стюарт из Монктона и Карстерса (англ. William Stewart of Monkton and Carstairs; умер в 1588 г.) — шотландский землевладелец и придворный.

## Биография
Третий сын Эндрю Стюарта, 2-го лорда Очилтри (ок. 1521—1591) и Агнес Каннингем. Его старший брат был Джеймс Стюарт, граф Арран, а его сестра Маргарет Стюарт вышла замуж за шотландского реформатора Джона Нокса.
По словам английского дипломата Томаса Рэндольфа, он был известен как «Уильям Стикер». Его поместья находились в Монктоне (Эршир) и Карстерсе.
Ричард Масгейв из Карлайла жаловался на товары, проданные в Кирккадбрайте в 1581 году, с участием Уильяма Стюарта.
В ноябре 1584 года король Яков VI предоставил ему пенсию из земель монастыря Уиторн, которая ранее была выплачена его невестке Маргарет Стюарт, хозяйке Очилтри.
Он был провостом Эра в 1585 году.
В 1588 году король Яков VI нанял у судовладельца Роберта Джеймсону корабль, вероятно, « James Royall» в Эйре, чтобы Уильям Стюарт преследовал мятежного лорда Джона Максвелла с 120 мушкетерами или «хагбаттерами». Лорд Максвелл сбежал, но Стюарт поймал его в Кроссрагеле. Затем Уильям Стюарт присоединился к Якову VI при осаде замка Лохмабен. Он договорился о капитуляции с Дэвидом Максвеллом, но говорят, что король настоял на использовании пушки, взятой у Англии для осады замка, и Дэвид Максвелл и другие командиры были повешены.
Уильям Стюарт опекал лорда Максвелла в доме Роберта Гурли в Эдинбурге, когда Фрэнсис Стюарт, 5-й граф Ботвелл, убил его в июле 1588 года. Граф Ботвелл ударил его рапирой, и Стюарт побежал и пытался спрятаться в подвале, где люди Ботвелла «били его хлыстом, пока он не был отправлен». Убийство последовало за ссорой в присутствии короля, в которой, по словам Дэвида Колдервуда, Уильям Стюарт попросил граф Ботвелла поцеловать его сзади .

## Брак и семья
Он женился на Хелен Каннингем. Среди их детей были сын Уильям и дочь Маргарет.
Этот Уильям Стюарт убил Джеймса Дугласа, лорда Торторвальда (? — 1608), сына Джорджа Дугласа Паркеда (? — 1602), в Эдинбурге 14 июля 1608 года в отместку за убийство своего дяди Джеймса Стюарта, графа Аррана в 1595 году.